# علیرضا خسروی
علیرضا خسروی سیاستمدار اصولگرای ایرانی و سرهنگ سپاه پاسداران است که نماینده و عضو کمیسیون عمران دوره نهم مجلس شورای اسلامی از حوزه انتخابیه سمنان، مهدی‌شهر و سرخه از استان سمنان و پیش از آن، جانشین فرمانده تیپ ۱۲ قائم آل محمد سمنان و شهردار سمنان بود.

## دیدگاه‌ها
خسروی در مجلس شورای اسلامی در تاریخ ۲۱ مرداد ۱۳۹۳، اظهار داشت:
آقای مهندس چیت‌چیان، وزیر محترم نیرو! کار کارشناسی انتقال آب دریای خزر به کویر مرکزی به اتمام رسیده‌است، منتظر چه هستید؟ آقای وزیر! جنگ آینده بر سر آب خواهد بود. در حال حاضر فقط در شهرستانهای سمنان ۲۲ حلقه چاه به صورت مستقیم وارد شبکه توزیع می‌شود و سطح آبهای زیرزمینی از ۱۷ متر اول انقلاب به ۲۵۰ متر رسیده‌است. در شهمیرزاد با وجود چشمه‌سارهای فراوان روزانه چندین ساعت قطعی آب داشته‌ایم و در مهدی‌شهر و سرخه و مابقی روستاها و شهرهای استان شرایط بهتر از این نیست. آیا وقت آن نرسیده‌است که به فکر مشکل بی‌آبی سمنان باشید؟ وقتی سازمان محیط زیست به سازمان محیط ایست تبدیل شده‌است، صرف اظهارنظر بی‌پایه این سازمان کار را به تعویق نیندازید. این سازمان در ماجرای واردات بنزین، آتش‌سوزی جنگلها و مرگ ۲ میلیون قطعه ماهی در فشافویه، آلودگی رودخانه‌ها و خشک شدن تالاب‌ها اقدام اساسی انجام نداده‌است، پس چرا در پروژه انتقال آب دریای خزر با وجود موافقت کارشناسان به بهانه حفاظت از محیط‌زیست سنگ‌اندازی می‌کند؟ آقای وزیر! قول شما در سفر اخیرتان به سمنان در خصوص احداث سد فینسک به مردم امید تازه‌ای بخشیده‌است، قولتان را فراموش نکنید. آقای حجتی، وزیر محترم جهاد! درخواست عشایر و کشاورزان حوزه انتخابیه‌ام در مورد واگذاری علوفه در قبال گوشت، علی‌رغم جلسات و تذکرات مختلف هنوز به نتیجه قابل قبولی نرسیده‌است. طوری رفتار نکنید که مردم بگویند کلاه شما پشم ندارد. و در پایان، این روزها صحبت از قرض گرفتن از صندوق توسعه ملی جهت تشکیل صندوقی به منظور وام ازدواج جوانان است. این در حالی است که هنوز تکلیف معوقات ۱۰۰ هزار میلیارد تومانی بانکها مشخص نیست. آقای وزیر اقتصاد! چرا هیچ بانکی راضی نمی‌شود لیست بدهکاران خود را معرفی کند؟ آیا با وصول بخشی از این معوقات بانکی مشکل وام ازدواج جوانان حل نمی‌شود.
خبرگزاری جمهوری اسلامی نیز در تاریخ ۳ دی ماه ۱۳۹۲، قسمتی از پیگیری‌های خسروی برای انتقال پایتخت به سمنان را مرور کرده‌است:
اواخر سال ۹۱ سخنگوی کمیسیون شوراها و امور داخلی کشور مجلس، انتقال کامل وزارتخانه‌ها به شهر جدید پرند را مطرح کرد و محمد وکیلی استاندار سمنان هم در دیدار یک ماه پیش معصومه ابتکار، رئیس سازمان محیط زیست از این استان، سمنان را یکی از گزینه‌های مناسب برای انتقال پایتخت سیاسی کشور دانست. نزدیک بودن سمنان به پایتخت فعلی، یکی از مهمترین دلایلی است که نام این استان را جدی تر مطرح کرده‌است. مدتی پیش علیرضا خسروی نماینده سمنان، مهدی‌شهر و سرخه در مجلس هم نزدیکی به تهران و وجود زیرساخت‌های مناسب را مهمترین ویژگی‌های شهرستان سمنان برای پایتخت شدن دانسته و گفته بود که در گذشته هم سمنان به عنوان گزینه اصلی انتقال پایتخت سیاسی مطرح شده بود.
خسروی در مصاحبه با خبرگزاری جوان آنلاین در تاریخ ۷ مهر ۱۳۹۲، اظهار داشت که مسکن مهر، کارگاه بزرگ سازندگی بود و نباید آن را تعطیل کرد.علیرضا خسروی با اشاره به اینکه مسکن مهر کمک زیادی به خانه‌دار شدن قشر محروم جامعه کرده‌است گفت: نباید کلید مسکن محرومان را دور بیندازیم و حتماً باید دولت این سیاست مسکن مهر را با قوت بیشتری ادامه دهد. پیشنهاد من این است که مبلغ وام مسکن تا ۳۰ میلیون تومان افزایش پیدا کند تا افرادی که می‌خواهند از این ظرفیت استفاده کنند با مشکل مواجه نشوند.عضو کمیسیون عمران مجلس نهم، اشتغال‌زایی، تقویت اصناف مربوط به ساخت و ساز، تقویت تولید کشور در حوزه مصالح ساختمانی، مهار رشد قیمت مسکن و … را از نقاط قوت طرح بزرگ مسکن مهر در کشور دانست و گفت: دولت مهر با اصلاحات جزئی و افزایش مبلغ وام مسکن مهر این کار را ادامه دهد و بحث نظارت بر ساخت و ساز مسکن مهر را نیز به‌طور جدی در دستور کار خود قرار داد. خسروی با اشاره به اینکه با توجه به اینکه اکثر متقاضیان از قشرها محروم و درآمد پایین در کشور هستند، زمان باز پرداخت وام مسکن مهر کمتر شود، تا به مردم کمک شود، افزود: احداث کانال مشترک تأسیساتی شامل گاز، آب، برق، تلفن، فاضلاب و … در محدوده احداث مسکن مهر یکی از طرح‌های جامع و کاملی بود که اگر در احداث مسکن مهر پیاده می‌شد تحول زیادی را به دنبال داشت.
خسروی دربارهٔ جنبش سبز و رهبران آن نیز گفته‌است: فتنه۸۸ را نه می‌بخشیم و نه فراموش می‌کنیم و حق فتنه‌گران سال ۸۸ طناب دار است.